# Women’s Asia Cup 2005/06
Der Women’s Twenty20 Asia Cup 200/06 war die zweite Austragung des Women’s Asia Cups, einem Cricketwettbewerb für asiatische Nationalmannschaften. Diese Ausgabe wurde zwischen dem 28. Dezember 2005 und 4. Januar 2006 in Pakistan im WODI-Format ausgetragen. Im Finale konnte sich Indien mit 97 Runs gegen Sri Lanka durchsetzen.

## Teilnehmer
Die folgenden Mannschaften nahmen an dem Turnier teil.
| - Indien - Pakistan - Sri Lanka |

## Austragungsort
Das folgende Stadion wurde für das Turnier als Austragungsort vorgesehen.
| Stadion          | Stadt   | Kapazität |
| ---------------- | ------- | --------- |
| National Stadium | Karachi | 34.228    |

## Kaderlisten
Die Mannschaften benannten die folgenden Spielerinnen für das Turnier.
| WODI | WODI | WODI | WODI |
| Indien | Pakistan | Sri Lanka |      |
| --- | --- | --- | ---- |
| - Mithali Raj (K) - Anjum Chopra - Neetu David - Rumeli Dhar - Jhulan Goswami - Karu Jain (wk) - Nooshin Al Khadeer - Reema Malhotra - Devika Palshikar - Varsha Raffel - Asha Rawat - Amita Sharma - Monica Sumra - Jaya Sharma | - Sana Javed (K & wk) - Armaan Khan - Asmavia Iqbal - Batool Fatima (wk) - Humera Masroor - Maryam Butt - Qanita Jalil - Sabahat Rasheed - Sajjida Shah - Sana Mir - Shumaila Mushtaq - Tasqueen Qadeer - Urooj Mumtaz | - Shashikala Siriwardene (K) - Hiroshi Abeysinghe - Suwini de Alwis - Wickramasinghe Chandrawathi - Dumila Dedunu (wk) - Sumudu Fernando - Inoka Galagedara - Randika Galhenage (wk) - Dona Indralatha - Eshani Kaushalya - Janakanthy Mala - Chamari Polgampola - Dedunu Silva - Praba Udawatte |      |

## Vorrunde
Tabelle
| Asia Cup  | Sp. | S | N | NR | P  | NRR |
| --------- | --- | - | - | -- | -- | --- |
| Indien    | 4   | 4 | 0 | 0  | 16 |     |
| Sri Lanka | 4   | 2 | 2 | 0  | 8  |     |
| Pakistan  | 4   | 0 | 4 | 0  | 0  |     |

Spiele
| 28. Dezember Scorecard | Karachi | Sri Lanka 178-9 (50)          | – | Pakistan 164 (48.2) |
|                        |         | Sri Lanka gewinnt mit 14 Runs |   |                     |

Sri Lanka gewann den Münzwurf und entschied sich als Schlagmannschaft zu beginnen. Als Spielerin des Spiels wurde Dedunu Silva ausgezeichnet.
| 29. Dezember Scorecard | Karachi | Sri Lanka 115 (48.5)          | – | Indien 118-0 (27.3) |
|                        |         | Indien gewinnt mit 10 Wickets |   |                     |

Sri Lanka gewann den Münzwurf und entschied sich als Schlagmannschaft zu beginnen. Als Spielerin des Spiels wurde Nooshin Al Khadeer ausgezeichnet.
| 30. Dezember Scorecard | Karachi | Indien 289-2 (50)           | – | Pakistan 96 (41.4) |
|                        |         | Indien gewinnt mit 193 Runs |   |                    |

Indien gewann den Münzwurf und entschied sich als Schlagmannschaft zu beginnen. Als Spielerinnen des Spiels wurden Jaya Sharma ausgezeichnet.
| 31. Dezember Scorecard | Karachi | Sri Lanka 123 (45.2)          | – | Pakistan 93-5 (40.4) |
|                        |         | Sri Lanka gewinnt mit 30 Runs |   |                      |

Sri Lanka gewann den Münzwurf und entschied sich als Schlagmannschaft zu beginnen. Als Spielerin des Spiels wurde Shashikala Siriwardene ausgezeichnet.
| 1. Januar Scorecard | Karachi | Sri Lanka 124 (47.5)          | – | Indien 95-0 (17.3) |
|                     |         | Indien gewinnt mit 10 Wickets |   |                    |

Sri Lanka gewann den Münzwurf und entschied sich als Schlagmannschaft zu beginnen. Als Spielerin des Spiels wurde Rumeli Dhar ausgezeichnet.
| 2. Januar Scorecard | Karachi | Pakistan 94 (47.5)            | – | Indien 95-0 (17.3) |
|                     |         | Indien gewinnt mit 10 Wickets |   |                    |

Pakistan gewann den Münzwurf und entschied sich als Schlagmannschaft zu beginnen. Als Spielerin des Spiels wurde Devilka Palshikar ausgezeichnet.

## Finale
| 4. Januar Scorecard | Karachi | Indien 269 (50)            | – | Sri Lanka 172-9 (50) |
|                     |         | Indien gewinnt mit 97 Runs |   |                      |

Indien gewann den Münzwurf und entschied sich als Schlagmannschaft zu beginnen. Für sie begannen die Eröffnungs-Batterinnen Jaya Sharma und Mithali Raj. Sharma schied nach einem Fifty über 62 Runs aus und an der Seite von Raj konnten Anjum Chopra 42, Rumeli Dhar 14 und Monica Sumra 15 Runs erzielen. Raj beendete das Innings ungeschlagen mit einem Century über 108 Runs aus 121 Bällen. Die sri-lankischen Wickets erzielten Shashikala Siriwardene und Janakanthy Mala. Für Sri Lanka konnte Eröffnungs-Batterin Chamari Polgampola zusammen mit der dritten Schlagfrau Shashikala Siriwardene eine Partnerschaft aufbauen. Siriwardene  schied nach einem Fifty über 55 Runs aus. Daraufhin erzielten an der Seite von Polgampola Inoka Galagedara 12 und Janakanthy Mala 10 Runs, bevor auch sie nach einem Half-Century über 58 Runs aus. Beste indische Bowlerin war Devika Palshikar mit 3 Wickets für 31 Runs. Als Spielerin des Spiels wurde Mithali Raj ausgezeichnet.